# Saint-Christophe, Charente
 Saint-Christophe  là một xã thuộc tỉnh Charente trong vùng Nouvelle-Aquitaine tây nam nước Pháp. Xã này có độ cao trung bình 279 mét trên mực nước biển.